# Kylotonn
Kylotonn (бывшая 4X Studios) — французская компания разработчик видеоигр, расположенная в Париже. Была основана в 2002 году Романом Винсентом и Янном Тамбеллини. Компания наиболее известна как разработчик игры Bet on Soldier и дополнениями к ней. В настоящее время Kylotonn работает над проектом TerraDynamica.

## Игры
- Iron Storm (2002)
- Bet On Soldier: Blood Sport (2005)
  - Bet On Soldier: Blood of Sahara (2006)
  - Bet On Soldier: Blackout on Saigon (2006)
- Speedball 2 Tournament (2007)
- Little Folk of Faery (2009)
- Cocoto Festival (2009)
- The Cursed Crusade (2011)
- Truck Racer (2013)
- Motorcycle Club (2014)
- WRC 5 (2015)
- WRC 6 (2016)
- H.U.N.T (2016)
- FlatOut 4: Total Insanity (2017)
- WRC 7 (2017)
- TT Isle of Man (2018)
- V-Rally 4 (2018)
- WRC 8 (2019)
- FIA European Truck Racing Championship (2019)
- Test Drive Unlimited Solar Crown (2023)